# 苏格兰工党 (1888年)

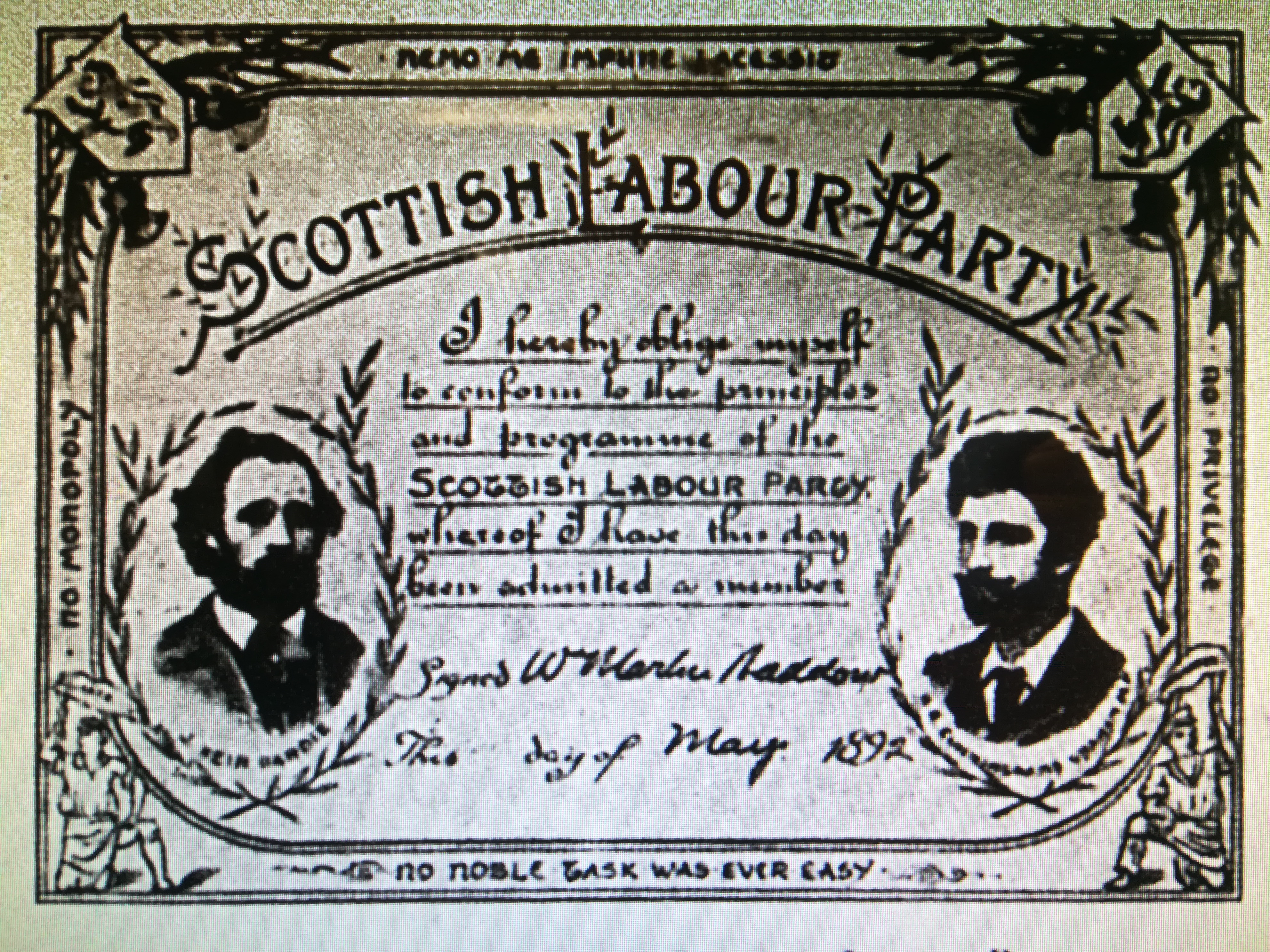
苏格兰工党成员卡

苏格兰工党（英語：Scottish Labour Party，缩写为SLP），又称苏格兰议会工党，是英国苏格兰历史上的一个社会主义政党。1888年8月25日，该党成立，分裂自苏格兰土地复原联盟。该党的创始人是卡宁汉·格雷厄姆和凯尔·哈第，格雷厄姆是英国议会历史上首位社会主义议员，后来成为苏格兰民族党的首任主席；哈第则成为独立工党和工党的首任领袖。1895年，该党并入独立工党。